# Hasse och Tage

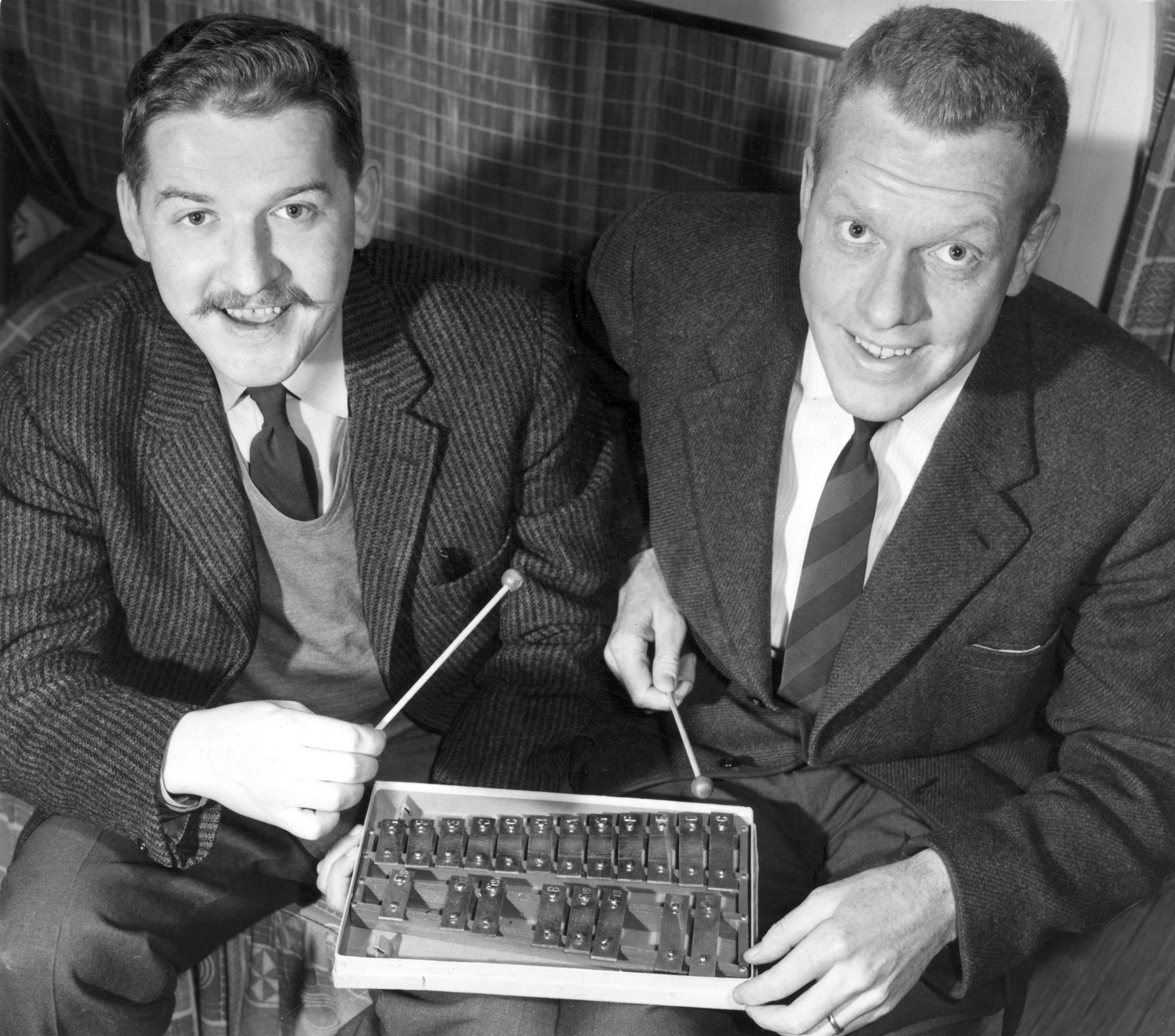
Hans Alfredson och Tage Danielsson poserar med klangspelet Apollo på vilket melodierna till revyn Doktor Kotte slår till eller Siv Olson komponerades, 1959.

Hasse och Tage var en svensk komikerduo bestående av Hans Alfredson och Tage Danielsson. Tillsammans hade de bolaget AB Svenska Ord, och tillsammans skrev de, regisserade, producerade och medverkade de i revyer och filmer, från sent 1950-tal till Danielssons död 1985. Deras första samarbete var Skillingspelet, en serie kvartslånga radioprogram, men det var Mosebacke Monarki som blev deras första mer bestående framgång.
Bland deras mångåriga medverkande fanns bland andra Hans Furuhagen, Monica Zetterlund, Gösta Ekman, Gunnar Svensson och Martin Ljung. 

## Historia

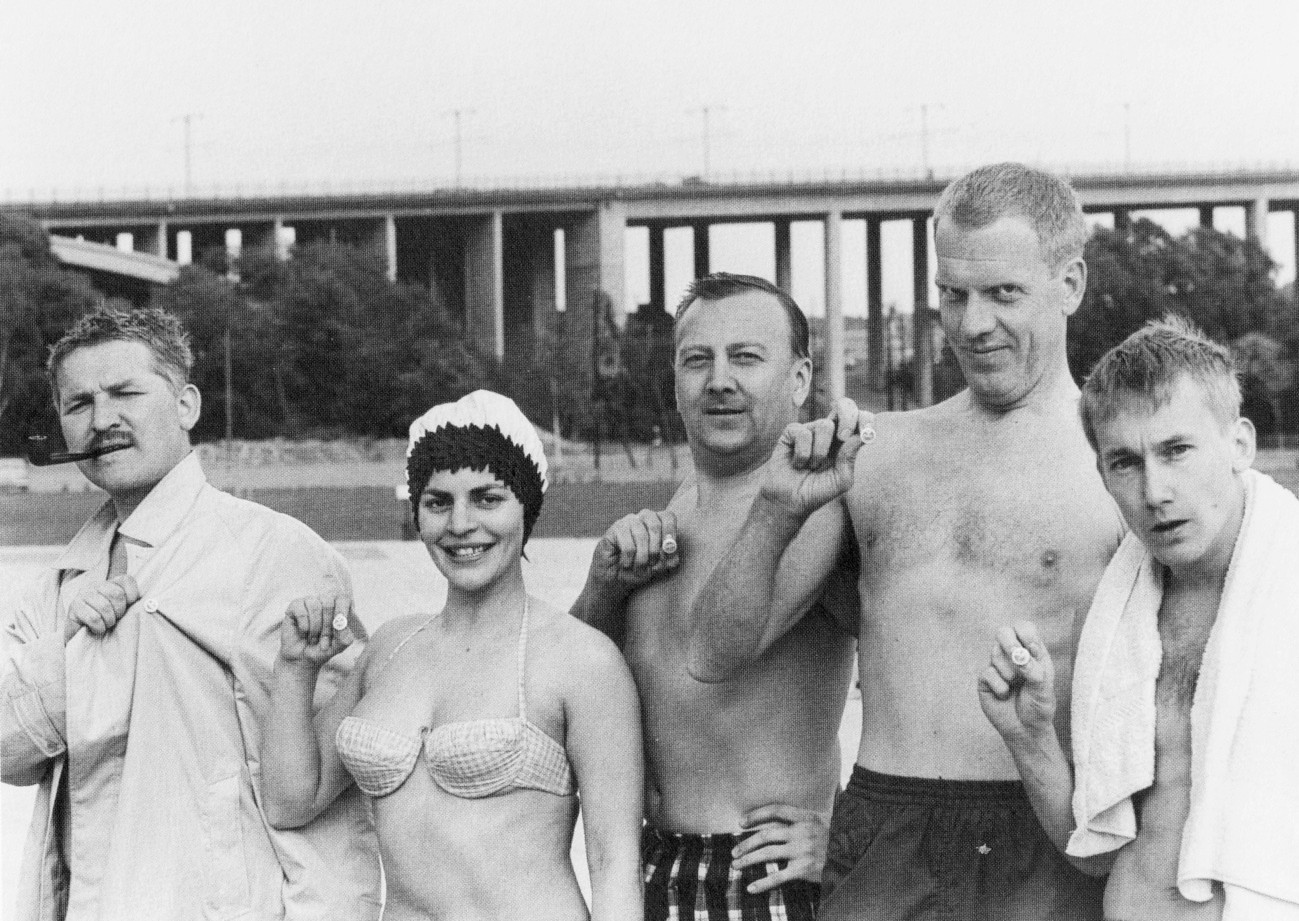
Från vänster: Hans Alfredson, Lissi Alandh, Mille Schmidt, Tage Danielsson och Gösta Ekman med simborgarmärket 1962

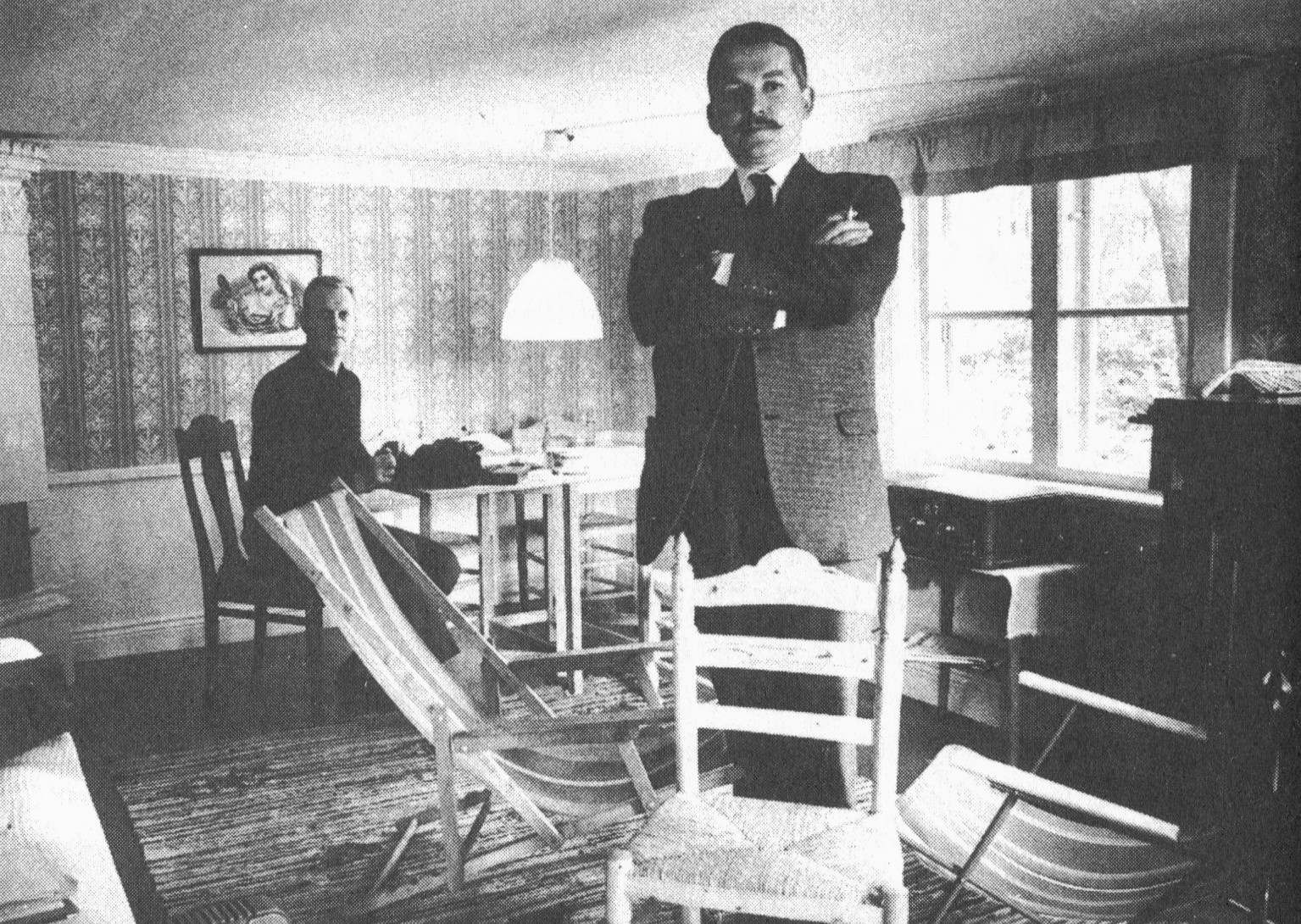
Hasse och Tage i Svenska Ords skrivstuga, 1960-tal.

Alfredson och Danielsson träffades på Sveriges Radio, där bägge arbetade, och sedan gjorde de tillsammans revyer och filmer samt skrev många klassiska sketcher. Stavningen Hasseåtage började användas i svenska tidningar när de blev kända, först med revyn Gröna hund, som spelades på Gröna Lund 1962, men själva använde de inte benämningen. Den förste som använde benämningen var Åke Cato i Expressen, han skrev dock HassåTage.
Samarbetet mellan Alfredson och Danielsson organiserades affärsmässigt genom aktiebolaget AB Svenska Ord, som registrerades hos Patent- och registreringsverket den 12 december 1961. Bolagets "huvudkontor" blev Hans Alfredsons tidigare bostad, en liten stuga på Södermalm som kom att kallas Hasse och Tages skrivstuga. Aktiebolaget producerade deras revyer, pjäser och filmer fram till Danielssons bortgång 1985, då bolaget avvecklades. Bolaget omfattade också skivetiketten Svenska Ljud, där Alfredson och Danielsson släppte ett 30-tal LP-skivor och ett antal singlar. Bolagets sekreterare, tillika scripta på de flesta av filmerna, var Mona Haskel.
Under 1960-talet gjorde duon en lång rad framgångsrika produktioner som revyerna Gröna hund, Gula hund, Lådan och filmen Att angöra en brygga. Alfredson och Danielsson låg också bakom mycket av innehållet i Mosebacke Monarki och samarbetade med animatören Per Åhlin i filmen I huvet på en gammal gubbe.
År 1964 fick paret Bildjournalens Kasperpris som årets roligaste komiker. År 1968 fick de Karl Gerhards hederspris och 1972 tilldelades de Evert Taube-stipendiet. Till Melodifestivalen 1967 skrev de tillsammans med Gunnar Svensson bidraget "En Valsfan". Den framfördes av Östen Warnerbring och kom på andra plats. Warnerbring vann dock med sitt andra bidrag "Som en dröm".
Den 1 juli 2006 invigdes ett Hasse & Tage-museum i Tomelilla.

## Revyer
- 1959 – Doktor Kotte slår till eller Siv Olson (producerad av Knäppupp)
- 1962 – Gröna Hund på Gröna Lund
- 1963 – Hålligång på Berns
- 1963 – Konstgjorda Pompe
- 1964 – Gula Hund
- 1966 – Å vilken härlig fred
- 1966–1967 – Lådan
- 1969 – Spader, Madame!
- 1970 – 88-öresrevyn
- 1973 – Glaset i örat
- 1976 – Svea Hund på Göta Lejon
- 1979–1980 – Under dubbelgöken
- 1982 – Fröken Fleggmans mustasch

## Filmer
- 1964 – Svenska bilder
- 1965 – Att angöra en brygga
- 1968 – Mosebacke Monarki (TV-serie)
- 1968 – I huvet på en gammal gubbe
- 1971 – Äppelkriget
- 1978 – Picassos äventyr